# 广东城际
广东城际铁路运营有限公司，简称广东城际，是广州地铁集团的全资子公司，主营珠江三角洲地区城际轨道交通的运营。公司于2019年6月11日在广州注册。目前此公司负责6条线路的运营，分别为广清城际花都至飞段、广州东环城际花都至白云机场北段、广惠城际番禺至小金口段、广肇城际番禺至肇庆段，以及广州地铁18号线和22号线。
广东城际于2024年5月26日正式开通佛莞城际、广佛南环城际等线路，四线正式贯通运营，并逐步接手运营粤港澳大湾区的14条、700公里的城际铁路。另外，公司将计划实施“一张网、一张票、一串城”，以及开行密集的、不同速度的班次。

## 背景
一直以来，中国大陆的铁路建设基本由原铁道部和现在的国铁集团主导，中国各级地方政府大多做的是配合工作。 2013年，中国国务院发布《关于改革铁路投融资体制加快推进铁路建设的意见》，明确提出向地方政府和私营企业放开城际铁路、市域（郊）铁路、资源开发性铁路和支线铁路的所有权、经营权。
作为首条由私营企业控股的高速铁路，杭绍台城际铁路在筹划阶段，就出现了自主运营的主张，浙江省人民政府在设计PPP方案时也表示由项目公司“自主定价、自主建设、自主运营、自负盈亏”。然而，国铁集团向浙江省施压，最终取得了该项目的建设权，以及线路通车初期的运输和管理权。至此，杭绍台城际铁路的自主运营被搁置。
2020年8月3日，中国国家发改委批复《粤港澳大湾区（城际）铁路建设规划》，提出要努力探索多元化、有序竞争的运营模式，以及要积极支持城市轨道交通企业开展城际铁路运营试点。

## 历史
2018年，广东省人民政府正式决定委托广州地铁集团承接珠三角城际铁路运营。
2019年9月6日 ，广东城际铁路运营有限公司正式揭牌。在此之前，广东省铁投集团与广州地铁集团签订《广东省城际铁路委托运输管理总体协议》，将广东省控股的3条线路（广清城际广州北至清远段、广州东环城际广州北至白云机场北段、广肇城际广州南至佛山西段）和珠三角城际轨道交通调度指挥中心委托给广州地铁集团管理。
2019年1月，广州地铁集团在其官方微信发布招聘城际轨道交通运营业务人才的通知。 
2020年6月，珠三角城际轨道公司与本公司签订了《珠三角城际委托运输经营合同》及其专项管理细则，并同步下发了双方共同制定的《珠三角城际调度指挥中心（广清、广州东环线）管理办法（试行）》。 根据合同，广清城际花都站至清城站段、广州东环城际花都站（不含）至白云机场北站段，包括珠三角城际调度指挥中心等场所及设施设备等，采取整体委托、监督管理的方式，委托广东城际公司作为承运人进行运输经营，期限为3年。
2020年7月15日，在龙塘动车运用所，广东城际获得首批2列和谐号CRH6A型电力动车组。
2020年10月27日，该公司正式取得铁路运输许可证，编号TXYS2020-20080，许可范围为“城际铁路旅客运输”，有效期从2020年10月27日至2040年10月26日。
2021年12月29日，珠三角城际轨道（广州都市圈）建设项目及广东珠三角城际轨道交通有限公司管理权移交至广州地铁集团。移交完成后，珠机城际、广佛肇城际、莞惠城际、穗莞深城际、广清城际以及新白广城际将由广州地铁集团负责运营和管理。
2023年11月1日，广东城际获得广惠城际东莞西站至小金口站段和广肇城际佛山西站至肇庆站段的运营许可，同时获换发新的铁路运输许可证（编号TXYS2023-20096）。2024年1月22日晚，广东城际完成线路运营交接工作，并于1月23日开始运营上述线路。
2024年5月22日，广东城际公司再获得广肇城际佛山西站（不含）至番禺站段和广惠城际番禺站（不含）至东莞西站（不含）段的运营许可，同时获换发新的铁路运输许可证（编号TXYS2024-20099）。同月26日12时，上述线路正式开通运营。
2024年12月27日，广东城际公司再获得广清城际清城站（不含）至飞霞站段的运营许可，同时获换发新的铁路运输许可证（编号TXYS2024-20105）。该段线路于次日开通运营。

## 运营线路
- 广州地铁18号线
- 广州地铁22号线
- 广清城际铁路
- 广州东环城际铁路
- 广肇城际铁路
- 广惠城际铁路

## 机构设置
广东城际铁路运营有限公司共设置4个中心（分公司），分别如下：
- 生产调度中心
- 列车检修服务中心（广东城际铁路运营有限公司列车检修服务分公司）
- 车站服务中心（广东城际铁路运营有限公司车站服务分公司）
- 行车设施设备中心（广东城际铁路运营有限公司行车设施设备分公司）